# Бо-Катан Крайз
Бо-Катан Крайз (Bo-Katan Kryze) — персонаж із кіновсесвіту «Зоряні війни». Вперше з'явилася в комп'ютерному анімаційному телесеріалі «Зоряні війни: Війни клонів», в якому її озвучувала Кейт Сакгофф. Згодом Сакгофф повторила цю роль у мультсеріалі «Зоряні війни: повстанці» та знялася у другому сезоні серіалу «Мандалорець».
У «Війнах клонів» Бо-Катан є членкинею Варти смерті, терористичної фракції мандалорців, які хочуть відновити стародавні шляхи воїнів на своїй планеті Мандалор. Вона також є сестрою герцогині Сатін Крайз, пацифістської правительки Мандалора, від якої вона відчужена через розбіжності у поглядах на політику. Пізніше вона об'єднується з колишньою джедайкою Асокою Тано та Галактичною Республікою у звільненні Мандалора від Дарта Мола. У «Повстанцях» Бо-Катан оголошено новою правителькою Мандалора. У «Мандалорці», після Великого очищення Мандалора, вона прагне відновити Темний меч Моффа Гідеона та повернути свій рідний світ.

## Концепція та створення
13 січня 2012 року Бо-Катан Крайз вперше з'явилася в епізоді четвертого сезону «Зоряних війн: Війни клонів» «Друг у біді», озвучена Кейті Сакгофф . Хоча спочатку не було включено до сценарію епізоду, режисер Дейв Філоні додав персонажа, щоб створити більшу роль у п'ятому сезоні серіалу. Через початкове скасування серіалу та поновлення через роки Бо-Катан не з'являлася у Війнах клонів до сьомого й останнього сезону серіалу у 2020 році. Під час перерви між шостим і сьомим сезонами «Війн клонів» Бо-Катан з'явилася в кількох епізодах «Зоряних війн: повстанці», в епізодах, дія яких відбувається через п'ятнадцять років після подій «Війн клонів» .
Ім'я Бо-Катан — це мнемонічний риф зі слів «boogie-cat-Anne», вимовлених разом, посилаючись на ім'я кота, що належав дружині Дейва Філоні, автора концепту персонажа.
16 листопада 2019 року Сакгофф підтвердила, що вона зіграє Бо-Катан у другому сезоні «Мандалорця». Художниця з костюмів Шона Трпчич доручила скульптору Хосе Фернандесу та його студії Ironhead створити мандалорську броню для Бо-Катан.

## Поява

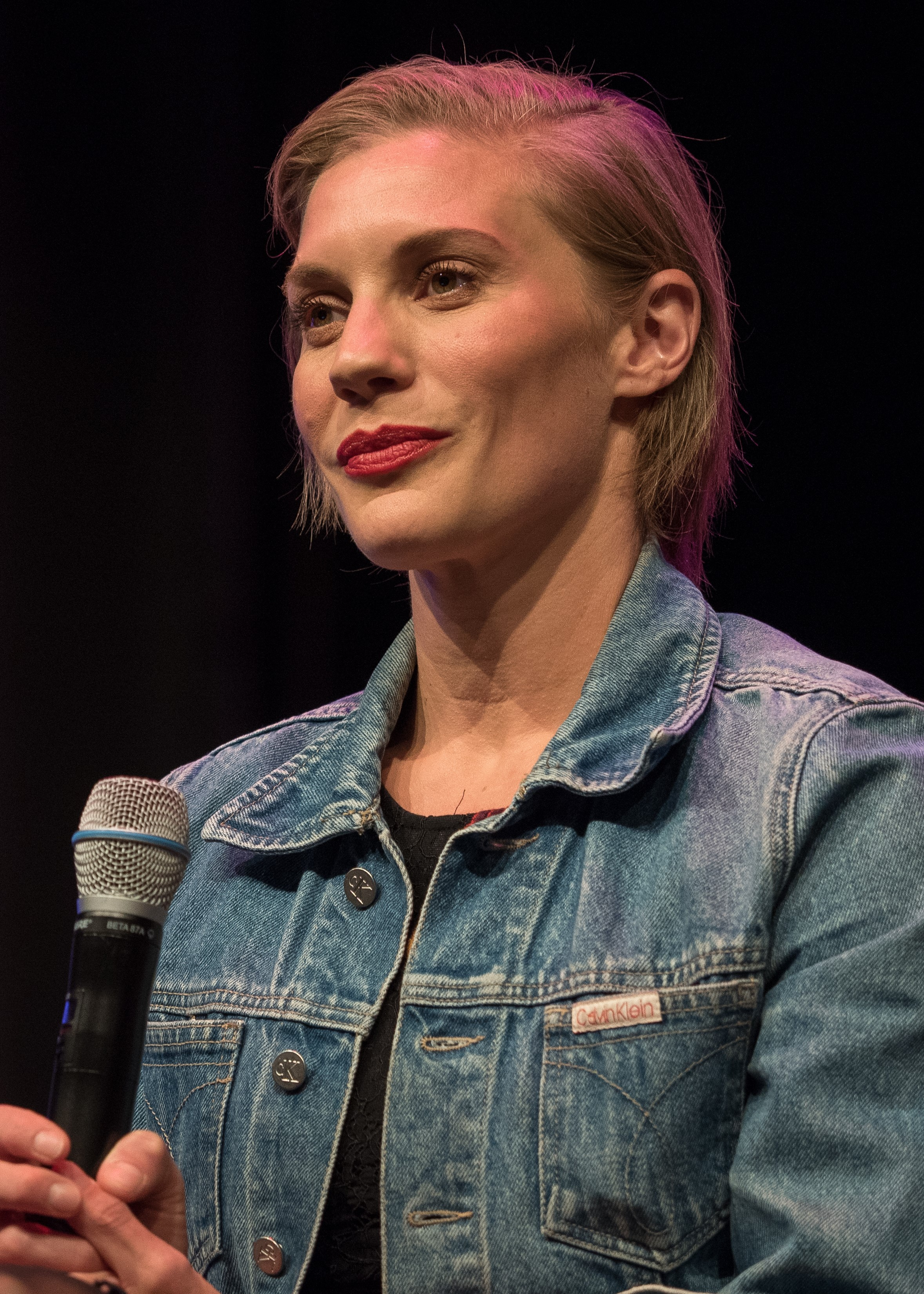
Бо-Катан Крайз була озвучена, а пізніше також зображена в живих діях Кейті Сакгофф.

### Зоряні війни: Війни клонів

#### Четвертий сезон
Бо-Катан Крайз вперше з'явилася в четвертому сезоні серіалу "Зоряні війни: Війни клонів " в епізоді «Друг у біді» як лейтенант Варти смерті, терористичного угруповання, яке прагне повалити пацифістський уряд Мандалора під керівництвом Пре Візсла (озвучує Джон Фавро). Вона керує «Нічними совами», елітним підрозділом «Варти смерті». У цьому епізоді Люкс Бонтері зустрічається з Вартою смерті на Карлаку, щоб об'єднати сили проти графа Дуку. Асока Тано та R2-D2 змушені супроводжувати його; вони стикаються з Бо-Катан, яка змушує Асоку працювати з жінками з місцевого села, які були поневолені Вартою смерті. Пізніше Бо-Катан і Варта смерті спалюють село та вбивають невинних селян. Асока виявляє себе джедаєм і відбивається від Варти смерті, перш ніж потрапити в полон, але незабаром її звільняють. Поки Асока, R2-D2 і Люкс тікають до свого корабля, Бо-Катан переслідує їх і намагається вбити Асоку, але зазнає поразки.

#### П'ятий сезон
Бо-Катан знову з'являється в епізодах п'ятого сезону «Eminence», «Shades of Reason» і «The Lawless». У цій сюжетній арці Варта смерті об'єднується з Дартом Молом і кількома злочинними синдикатами (в альянс, відомий як Shadow Collective) з наміром виконувати операції під фальшивим прапором проти мандалорського народу, щоб влаштувати переворот проти герцогині Сатин Крайз, пацифістської правительки Мандалора і сестри Бо-Катан. Коли Варта смерті завойовує Мандалор, вони зраджують Мола, але він викликає Візсла на дуель за право правити Мандалором. Мол перемагає Візсла та вбиває його своїм власним Темним мечем, але Бо-Катан відмовляється прийняти чужинця як правителя та тікає з відданими їй членами Варти смерті. Пізніше вони рятують Сатін, але колишню герцогиню знову схопили. Незабаром після цього Обі-Ван Кенобі прибуває на Мандалор, щоб врятувати її. Мол вбиває Сатін і відправляє Обі-Вана у в'язницю; однак Бо-Катан та її сили звільняють його. Вона допомагає йому втекти, щоб він міг спрямувати сили Галактичної Республіки на Мандалор, щоб усунути Мола від влади.

#### Сезон сьомий
У сьомому й останньому сезоні Бо-Катан і Нічні сови продовжують битися проти Мола. Виконуючи місію на Оба Діа, Бо-Катан, Урса Рен та інша нічна сова помічають Асоку та слідують за нею на Корусант, де Крайз вербує її. Асока та Бо-Катан зв'язуються з Обі-Ваном Кенобі та Енакіном Скайвокером, щоб Республіка допомогла їм відвоювати Мандалор у Мола. Незважаючи на те, що спочатку вони не дуже хотіли, джедаї вирішують відправити підрозділ 501-го легіону під командуванням командора Рекса, щоб організувати вторгнення, яке стало відомим як Облога Мандалора. Їм вдається скинути Мола, і Бо-Катан оголошується регенткою.

### Герої Мандалора
Бо-Катан повертається в прем'єрі четвертого сезону «Повстанців Зоряних воєн» і телефільмі «Герої Мандалора» . Під час окупації Мандалора Галактичною Імперією Бо-Катан відмовилася служити Імперії та змушена зректися престолу, і її замінив клан Саксон. Вважаючи себе недостойною очолити, вона спочатку відмовляється від Темного меча від Сабіни Рен, яка повернула його у Мола. У «Герої Мандалора» Бо-Катан та її мандалорські союзники об'єднують зусилля з командою Привидів, щоб знищити «Герцогиню», створену Сабіною зброю, яка здатна знищити Бескарську броню. Губернатор Тібер Саксон захоплює Сабін і Бо-Катана, погрожуючи вбити Крайз, якщо Рен не оновить зброю. Сабіна перепрограмує зброю, щоб націлитися на броню штурмовиків і вбити Саксона, але Бо-Катан застерігає її від опускання до рівня Імперії. Послухавшись Бо-Катан, Сабіна знищує зброю та дозволяє повстанцям звільнити Мандалор з-під контролю Імперії. Зрештою Бо-Катан приймає Темний меч від Сабіни, знову ставши правителькою Мандалора, оскільки вцілілі мандалорці присягнули їй на вірність.

### Мандалорець

#### Другий сезон
Сакгофф повторює свою роль у другому сезоні «Мандалорця», з'являючись у "Розділі 11: Спадкоємиця ". У третьому сезоні «Мандалорця» Сакгофф знімається разом з Педро Паскалем (який раніше був єдиним актором, який знімався у кількох сезонах).
У «Розділі 11» Бо-Катан, Коска Рівз і Акс Вовз рятують Діна Джаріна та Дитя від групи куарренів. Вони знімають шоломи, і Бо-Катан розказує свою історію, а також відкриває мандалорцю, що його секта мандалорців, Дітей Варти, які дотримуються суворих стародавніх правил, відомих як «Шлях», не єдина секта мандалорців, багато з яких не йдуть «Шляхом». Не довіряючи через це Бо-Катані, мандалорець відкидає їхню допомогу. Після того як вони врятували його вдруге, він погодився допомогти їм вилучити зброю з імперського вантажного судна, а Бо-Катан погодилася сказати мандалорцю, де він може знайти джедая. Під час рейду Бо-Катан допитує капітана, бажаючи дізнатися, де знаходиться Мофф Гідеон і чи є у нього Темний меч. Після цього вона пропонує мандалорцю можливість приєднатися до них, незважаючи на їхні розбіжності, але він вирішує продовжити свій пошук. Бо-Катан каже йому, що він знайде Асоку Тано в місті Калодан на планеті Корвус.
У «Розділі 16: Порятунок» мандалорець і Боба Фетт підходять до Бо-Катани і Коски в кантині, щоб залучити їх до своєї місії з порятунку Грогу (Дитини) від Моффа Гідеона. Бо-Катан спочатку ворожа до Боби і називає його ганьбою для його мандалорської броні, оскільки він є клоном. Тим не менш, вона розриває сварку між Бобою та Коскою та погоджується допомогти мандалорцю за умови, що вона отримає від нього крейсер Гідеона та темний меч, а мандалорець розглядає можливість допомогти їй звільнити Мандалор. Мандалорець перемагає Гідеона в бою, псуючи її план відвоювати Темний меч у бою. Він намагається віддати їй зброю, але Гідеон каже, що її потрібно здобути в бою. Бо-Катан не приймає темний меч від мандалорця.

#### Третій сезон
У "Розділі 17: Відступник " мандалорець і Грогу відвідують Бо-Катан у її замку на Калевалі. Не зумівши завоювати Темний меч, вона відмовилася від своїх планів відвоювати Мандалор, і її сили пішли. Мандалорець шукає спокути, купаючись у живих водах у копальнях Мандалора, і вона неохоче каже йому, куди йти. У «Розділі 18: Копальні Мандалора», після того як мандалорець потрапив у пастку, Грогу переконує Бо-Катан відправитися в Мандалор і врятувати його. Хоча вона цинічно ставиться до легенд, що оточують Живі Води, і бажає покинути зруйновану планету, вона погоджується продовжити і сама привести їх до копалень. Купаючись у живих водах, мандалорця затягують під воду, і, рятуючи його, Бо-Катан стає свідком живого міфозавра, стародавньої істоти мандалорської легенди, яка вважалася вимерлою. У « Розділі 19: Навернений», після повернення до Калевали, їх атакують імперські кораблі, і бомбардувальники руйнують її замок. Мандалорець приводить її до прихованої бази. Зброяр заявляє, що мандалорця було викуплено. Оскільки Бо-Катан також купалася в Живих водах і з тих пір не знімала свій шолом, її теж приймають в укриття. У «Розділі 20: Найдида» Бо-Катан очолює рятувальну групу, коли знайденого Рагнара Візсла викрадає великий крилатий хижак. Бо-Катан успішно рятує Рагнара і повертає пташенят хижака назад в анклав, що приносить їй повагу в племені. Коли Зброяр виковує для Бо-Катани новий наплечник, Бо-Катан розкриває існування міфозавра, якого вона бачила на Мандалоре, але Зброяр не вірить..
Після подій «Розділу 21: Пірат» Зброяр викликає Бо-Катан і наказує їй зняти шолом — Зброяр вірить, що Бо-Катан може ходити в обох світах і возз'єднати всіх мандалорців. У «Розділі 22: Зброя напрокат» Бо-Катан возз'єднується зі своєю колишньою групою мандалорців і кидає виклик Акс Вовзу в бою. Змусивши Вовз поступитися, він стверджує, що вони не можуть слідувати за нею, оскільки вона не тримає темного меча. Потім мандалорець Дін Джарін переказує події "Розділу 18: Копальні Мандалора ", де він був схоплений і знезброєний темним мечем, і що Бо-Катан убила ним свого викрадача. Через це він вважає її законним правителем через правила бою та повертає їй Темний меч. Вони повертаються до Неварро, щоб об'єднати дві мандалорські фракції, і в «Розділі 23: Шпигуни» вони рушають, щоб повернути свій рідний світ Мандалор. Об'єднана група шукає підземне місце, відоме як Велика кузня, але натомість виявляє приховану базу Моффа Гідеона. Гідеон носить покращену броню Темного солдата, а його штурмовики оснащені бронею бескар і реактивними ранцями. Вони потрапили в пастку, мандалорця схопили, але решті ледве вдалося втекти.
У «Розділі 24: Повернення» Бо-Катан веде мандалорців проти сил Моффа Гідеона, але зі своєю новою бронею він бере верх і знищує Темний Меч. Звільнившись, Мандалорець і Грогу повертаються, щоб допомогти їй боротися далі. Тим часом Axe Woves врізає корабель у базу, спричиняючи гігантський вибух, який вбиває Гідеона, а Грогу використовує Силу, щоб захистити себе, мандалорця та Бо-Катан, і тріо виживає. Пізніше Зброяр відновлює Велику кузню Мандалора, і Бо-Катану проголошують лідером усіх мандалорців.